# 1. FC Rielasingen-Arlen
Der 1. FC Rielasingen-Arlen (offiziell: 1. Fußballclub Rielasingen-Arlen e. V.) ist ein Fußballverein aus der südbadischen Gemeinde Rielasingen-Worblingen, der in der sechstklassigen Verbandsliga Südbaden spielt. Größte Erfolge des Vereins sind die Gewinne des Südbadischen Pokals 2017 und 2020 und die daraus resultierenden Qualifikationen für den DFB-Pokal 2017/18 und 2020/21.

## Geschichte
Der Verein entstand 1999 aus der Fusion des 1906 gegründeten FV Arlen und des 1919 gegründeten FC Rielasingen. Nach dem Zweiten Weltkrieg war der FC Rielasingen zunächst als Spvgg Rielasingen neugegründet worden und spielte unter diesem Namen in den Spielzeiten 1946 sowie 1946/47 in der Staffel Ost der Oberklasse Südbaden, die 1946 im Land Baden die höchste und 1946/47 die zweithöchste Spielklasse bildete.
In der Saison 2015/16 wurde der 1. FC Rielasingen-Arlen Vizemeister der Verbandsliga Südbaden, scheiterte allerdings in der Aufstiegsrelegation zur Oberliga aufgrund der Auswärtstorregel an der TSG Weinheim.
Im Jahr 2017 gewann der Verein, nachdem er im Achtelfinale den Titelverteidiger FC 08 Villingen geschlagen hatte, mit einem 6:1-Sieg beim Siebtligisten VfR Hausen erstmals in seiner Vereinsgeschichte den Südbadischen Pokal und qualifizierte sich damit auch erstmals für den DFB-Pokal. Dort traf er in der ersten Runde auf den amtierenden Pokalsieger Borussia Dortmund und schied mit 0:4 aus. In der Saison 2018/19 stieg der Verein als Meister der Verbandsliga Südbaden in die Oberliga Baden-Württemberg auf.
Im Jahr 2020 gewann der Verein durch ein 3:0 gegen den Oberligisten SV Oberachern zum zweiten Mal den Südbadischen Vereinspokal und qualifizierte sich für den DFB-Pokal. Gegner in der ersten Runde des DFB-Pokals war Holstein Kiel aus der 2. Bundesliga, gegen den der 1. FC Rielasingen-Arlen mit 1:7 verlor. In der Saison 2022/23 verpasste er als Tabellensechzehnter knapp den Klassenerhalt und stieg in die Verbandsliga ab.

## Erfolge
- Südbadischer Meister 2018/19
- SBFV-Pokalsieger 2017 und 2020
- Teilnahme am DFB-Pokal 2017/18 und 2020/21
- Vizemeister der Verbandsliga Südbaden 2015/16
- Aufstieg aus Verbandsliga Südbaden in Oberliga Baden-Württemberg 2019/20